# Бурместер, Георг

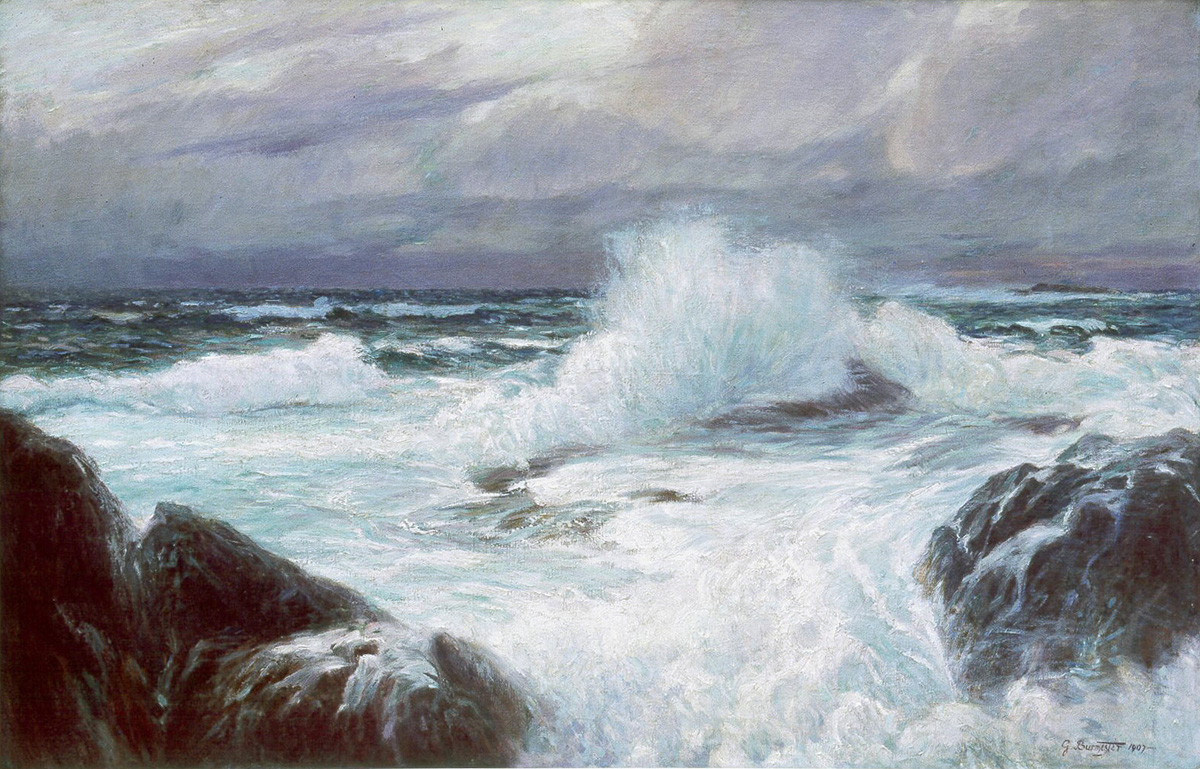
Прибой в Норвегии. 1907 г.

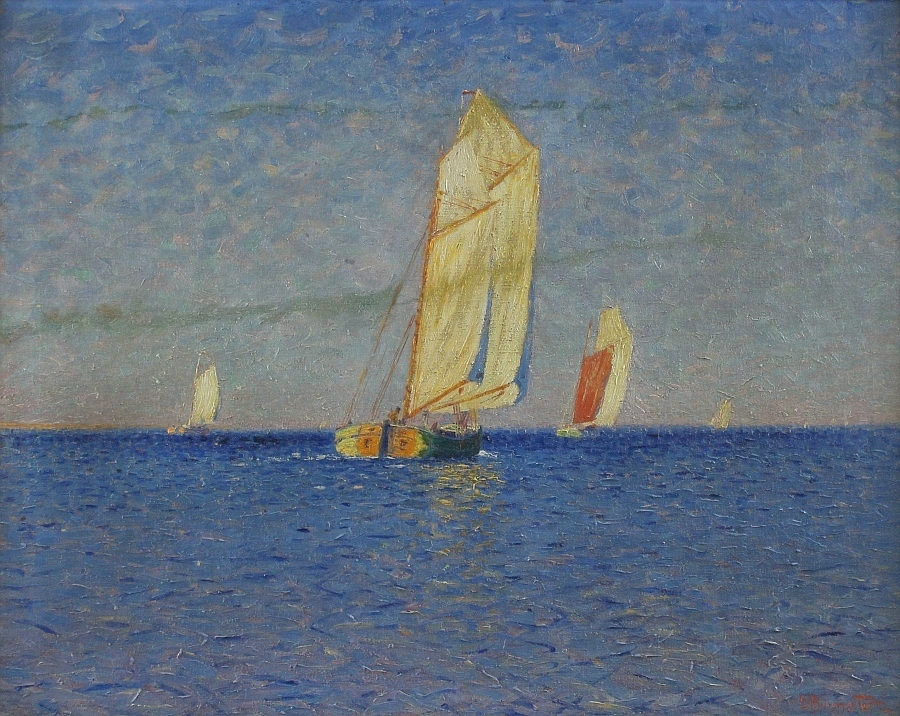
Морской пейзаж

Георг Бурместер (нем. Georg Burmester, 4 декабря 1864, Бармен, Рейнская провинция — 30 июня 1936, Moeltenort, Шлезвиг-Гольштейн) — немецкий художник-пейзажист, маринист, педагог, профессор. Представитель Дюссельдорфской художественной школы.

## Биография

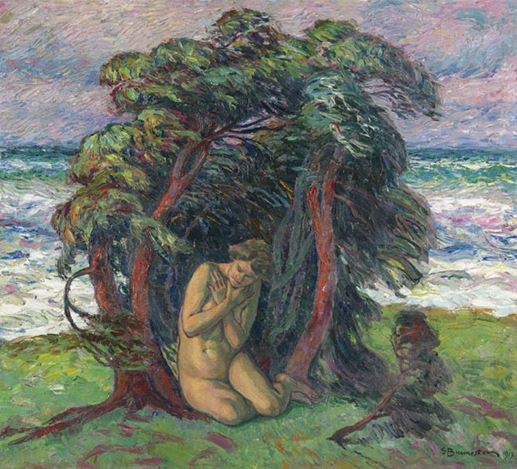
Буря

Родился в семье директора гимназии. С 1881 по 1883 год обучался в Дюссельдорфской академии художеств у Генриха Лауэнштейна и Гуго Крола. В 1883−1889 годах продолжил учёбу в Государственной академии художеств Карлсруэ под руководством Густава Шёнлебера.
В 1886 году совершил ознакомительную поездку по Европе. В 1887—1888 году — на военной службе.
в 1889 году переехал в Киль. Путешествовал по Норвегии, жил в Копенгагене.
В 1907 году выиграл стипендию для поездки во Флоренцию. С 1912 по 1930 год — профессор Академии художеств в Касселе.
После 1930 года Бурместер вернулся в Хайкендорф, где и умер в 1936 году.
Выставлялся в Мюнхене, Дюссельдорфе, Дрездене, Бремене, Веймаре.